# Clilopocha pilosicollis
Clilopocha pilosicollis är en skalbaggsart som beskrevs av Lea 1917. Clilopocha pilosicollis ingår i släktet Clilopocha och familjen Rutelidae. Inga underarter finns listade i Catalogue of Life.